# شهرستان آپاستوفسکی
شهرستان آپاستوفسکی (به لاتین: Apastovsky District) یک شهرستان در روسیه است که در تاتارستان واقع شده‌است.